# مرد من گادفری
مرد من گادفری (به انگلیسی: My Man Godfrey) فیلمی ۹۴ دقیقه‌ای به کارگردانی گرگوری لا کاوا با بازی ویلیام اس هارت است.